# Административна подјела Француске
Административна подјела Француске се односи на институционалну и територијалну организацију Француске Републике. Постоји много административних подјела, које могу бити политичке (мјесне власти), изборне (окрузи) или административне (децентрализоване службе државе) сврхе.

## Различит статус

### Региони
Француска Република је подијељена на 18 региона: 13 у метрополитанској Француској и 5 у прекоморској Француској.

#### Метрополитански региони
Метрополитанска Француска је 1. јануара 2016. године подијељена на сљедећи начин:
- 13 региона, укључујући Корзику, иако је она формално територијална заједница, сматра се еквалилентом региона (мјесна власт);
- Региони су подијељени на 96 департмана (мјесна власт);
- Департмани су подијељени на 322 округа (не јавно или правно лице);
- Окрузи су подијељени на 1.995 кантона (не јавно или правно лице);
- Кантони су подијељени на 36.529 општина (мјесне власти);
  - Три урбане заједнице (Париз, Марсеј и Лион) су подијељене на општинске округе. Париз је подијељена на 20 округа, Марсеј на 16, а Лион на 9;
  - Град Марсеј је подијељен на 8 општинских сектора. Сваки сектор се састоји од два округа;
  - Постоји и 710 придружених заједница (од јануара 2009), бивше независне општине које су спојене са већим заједницама, али су задржале одређени степен аутономије (нпр. заједница Лом која је 2000. придружена Лилу, трансформисана је у „придружену заједницу” унутар заједнице Лил);